# Vadim Petrov
Vadim Petrov (24. května 1932 Praha – 7. prosince 2020) byl český hudební skladatel, klavírista a hudební pedagog.

## Život

### Rodinná hudební tradice
Vadim Petrov byl synem ruského emigranta lékaře MUDr. Vadima V. Petrova. Dědeček Vasilij A. Petrov (1872–1949) dožil v Praze, byl významnou osobností ruského společenského života, spjat s pravoslavným chrámem sv. Cyrila a Metoděje v Resslově ul., blízkým přítelem biskupa Gorazda a kaplana Vladimíra Petřeka, zastřelených nacisty. Matka Adéla, nar. v Turnově, byla sólistkou Pěveckého sdružení pražských učitelek, nejstaršího ženského sboru v Čechách, zal. 1912. Ovlivněn chrámovou i sborovou tvorbou složil již v raném věku pro svoji matku „Biblické písně“, a po jejich provedení v kostele Panny Marie ve Staré Boleslavi mu osobně blahopřál i Mistr Josef Bohuslav Foerster, významný hudební skladatel.

### Mládí a studium (1932–1954)
Vadim Petrov byl vychován v prostředí typickém pro intelektuální společnost První republiky. Otec, uznávaný lékař s vlastní praxí na Žižkově, matka pěvkyně. Raná výchova tak byla rozdělena mezi návštěvy koncertů a zkoušek pěveckého sboru Pražských učitelek a návštěvy pravoslavných mší s chrámovým sborem s prarodiči. Lásku k domovině probouzel dědeček z matčiny strany Josef Tůma, vrchní berní ředitel, který miloval své rodiště, Železný Brod. Jezdil s ním pravidelně do podhůří Krkonoš, Turnova, Jilemnice, či do Polubného k blízkému příbuznému Josefu Kalfusovi, ministru financí Československa. Již jako šestiletý začal studovat hru na housle u profesorky ing. Volfové, profesora O. Šilhavého, později přešel ke studiu klavíru u profesorky L. Hedrychové a studiu hudební teorie u pana profesora J. Gabriela – žáka významného českého skladatele Zdeňka Fibicha. Na léto a víkendy jezdil s rodiči do vily v Novém Vestci, kde v roce 1945 začal u regenschoriho Josefa Klazara ve Staré Boleslavi studovat hru na varhany, stejně jako Klazarův nejúspěšnější žák Václav Trojan, hudební skladatel. Již v této době byl fascinován světem dějové fantasie a představ a své pocity se pokoušel vyjádřit hudbou. Vznikaly první skladby Zimní nálada, Skřivánčí písně, Píseň slavíka a další. Mezi lety 1944 až 1951 studoval v ruštině Ruské spolkové gymnázium na Pankráci. Podrobně se zde seznámil i s historií země svých předků, kulturou a především hudbou ruských velikánů. Na gymnáziu nejprve zpíval ve školním sboru, potom se stal jeho dirigentem. Jeho vztah k hudbě již byl cílevědomý – skládal, upravoval a zpracovával písně na ruské i české texty. Po studiích na Ruském gymnáziu byl přijat ke studiu skladby a hry na klavír na pražskou Akademii múzických umění. Učiteli mu byli významní hudební skladatelé – prof. Miloslav Kabeláč navazující svou symfonickou tvorbou na tradice velkých českých symfonistů (Antonín Dvořák, Bohuslav Martinů) a prof. Jaroslav Řídký, prof. Václav Trojan či prof. Václav Dobiáš. Na studiích se aktivně věnoval souborům lidové umělecké tvořivosti českým, moravským a slovenským lidovým tancům a písním. Více však byl v zajetí kánonů, invencí, fug, sonatin a sonát. Studium AMU ukončil v roce 1956 „Symfonickou básní Vítkov“ – o vítězství husitů nad císařem Zikmundem v Praze.

### První umělecká tvorba (1952–1958)

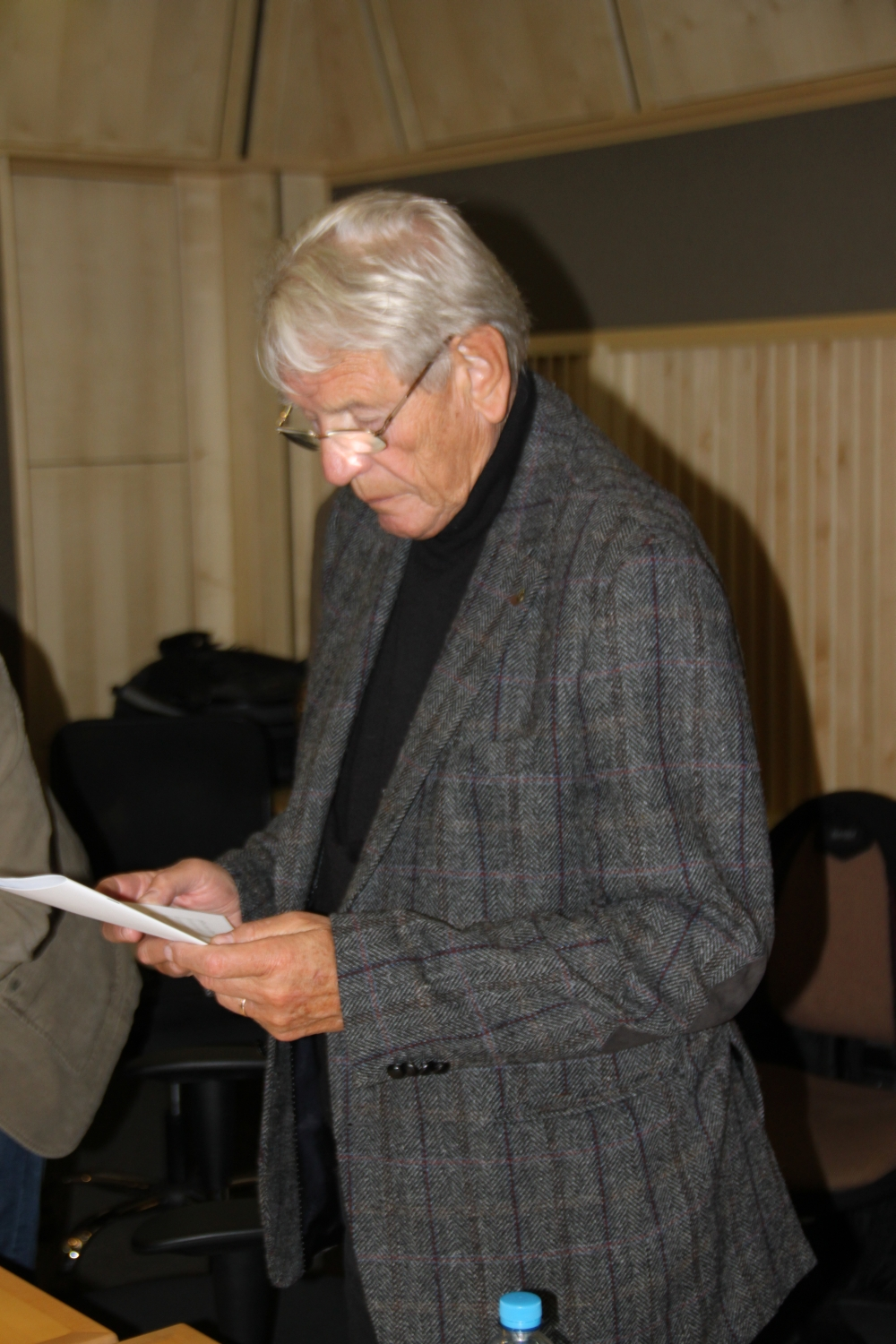
Vadim Petrov v roce 2014

Již během studií se jako dirigent aktivně věnoval souborům lidové umělecké tvořivosti, kráse českých, moravských a slovenských lidových tanců a písní. Pro jeho dirigentskou a skladatelskou praxí se stal tento prvek v jeho uměleckém vývoji nezaměnitelný. Po ukončení studia a období nezaměstnanosti byl nakonec přijat jako vedoucí oddělení Lidové zábavy do Městského domu osvěty hl. m. Prahy. Poznal život hudebníků z povolání, mnoho vynikajících kapel a jejich vedoucích. Otevřel se mu jiný pohled na lidové hudební velikány jako byli František Kmoch, Dalibor C. Vačkář, Julius Fučík, Karel Hašler, Karel Valdauf, Karel Vacek, Jaromír Vejvoda, Jaroslav Ježek a mnoho dalších. Díky seznámení s Francis Ježkovou, vdovou po Jaroslavu Ježkovi, se mu po mnoha letech podařilo získat její souhlas k přejmenování Lidové konzervatoře na Konzervatoř Jaroslava Ježka.

### Lidová konzervatoř – Konzervatoř Jaroslava Ježka (1958–1970)
V roce 1958 založil jako součást Městského domu osvěty v Praze Lidovou konzervatoř, která připravovala lidové hudebníky pro kvalifikační zkoušky. Škola poskytovala se svým kvalitním pedagogickým sborem, který kolem sebe Vadim Petrov soustředil, velmi solidní vzdělání a brzy přerostla rámec osvětového zařízení. Byla převedena do působnosti školství a ve čtyřletém studiu nabízela vzdělání v oblasti skladby, aranžování, dirigování, hry na hudební nástroje se zaměřením na jazz, zpěv, scénický i společenský tanec a herectví pro tzv. divadla malých forem. Raketový nástup této školy se odrazil také v tom, že podle ní vznikla škola v Bratislavě, Plzni, originální učební osnovy a plány pronikly do škol v Budapešti, Berlíně a v rakouskému Grazu.
Až v roce 1990 získal souhlas dědiců Jaroslava Ježka k přejmenování školy, která nyní nese název Konzervatoř Jaroslava Ježka. Z Konzervatoře JJ vzešla celá řada českých novodobých umělců populární hudby.

### Konzervatoř Jana Deyla (1970–1974)
Po roce 1968 v důsledku politické perzekuce po pražském jaru musel opustit post ředitele Lidové konzervatoře. Dostal také zákaz veškeré umělecké činnosti v rozhlase, televizi a filmu. S pomocí přátel nastoupil místo profesora na Konzervatoři Jana Deyla pro zrakově postižené. Bylo to období, které mu otevřelo niterní svět slepých studentů. Na škole založil dívčí pěvecké kvarteto „Carmina lucis“, které nezapomenutelným a unikátním způsobem zpívalo jeho čtyřhlasé umělé i lidové písně, pro kvarteto zvlášť upravené či zkomponované. Unikátnost tohoto kvarteta byla pro spisovatelku M. Zinnerovou natolik inspirující, že napsala scénář pro televizní film „Chvíle pro píseň trubky“ režiséra Ludvíka Ráži. Film získal na Mezinárodním televizním festivalu v Monte Carlu v roce 1981 hlavní cenu Zlatou Nymfu. Ve filmu ztvárnil postavu profesora.

### Pražská konzervatoř (1976–1992)
V roce 1976 nastoupil na Pražskou konzervatoř, kde působil jako profesor skladby a hudební teorie až do roku 1992. Mezi jeho žáky patří nejvýznamnější čeští hudebníci a umělci, mimo jiné Petr Malásek, Dagmar Pecková či Anna K.
Na počátku svého působení na Pražské konzervatoři též podepsal Antichartu.
V roce 2019 převzal od ruského prezidenta Vladimira Putina Řád přátelství. Zemřel v 88 letech 7. prosince 2020.

### Rodina
Od roku 1954 byl ženatý s manželkou Martou, rozenou Votápkovou, s níž měl tři děti Vadima, Taťjánu a Kateřinu. Vnučkou je topmodelka Linda Vojtová, vnukem Martin Fišar.

## Dílo
Rozsáhlé dílo Vadima Petrova zahrnuje téměř 1400 titulů.
- Symfonické skladby, 23 titulů
- Poslechové skladby, 80 titulů
- Sbory a cykly písní, 80 titulů
- Písně, šlágry a šansony, 270 titulů
- Úpravy lidových písní, 37 titulů
- Hudebně-literární kompozice, 21 titulů
- Hudba k poesii, 84 titulů
- Hudba k umělecké próze, 91 titulů
- Rozhlasové hry, 152 titulů
- Televizní inscenace a televizní filmy, 244 titulů
- Filmy, 173 titulů
- Divadelní hry, 45 titulů
- LP, Ak, Vk, CD, DVD, 42 titulů
- Církevní skladby
- Gramofonové desky, 40 titulů

### Tvorba pro děti
Představuje samostatný úsek tvorby Vadima Petrova. Hudba k pohádkám, večerníčkům, divadelním, televizním a rozhlasovým inscenacím, filmovým pohádkám tvoří více než 300 titulů všech možných žánrů. Z nejúspěšnějších:
- Pohádky o krtkovi (Zdeněk Miler), 25 dílů
- Krkonošské pohádky, 20 dílů
- Televizní pohádky a TV inscenace (Věra Jordánová), 117
- Spejbl a Hurvínek (Helena Štáchová)
- Hup a Hop, 12 dílů
- Vodník Česílko, 13 dílů
- Pohádky o cvrčkovi (Z. Miler), 6 dílů
- Loutkové filmy, 16

Robotek Emílek, Míša Kulička, Písničky čtyřlístku – Bobíka, Myšpulína, Fifinky a Pindi, Hopsálek a Hvízdálek, aj.

### Písně a šansony (270 titulů)
- Písničky pro nejmenší, pohádky, 41 titulů
- Písničky Hupa a Hopa, 20 titulů
- Písničky Hopsálka a Hvízdálka, 35 titulů
- Pavlíniny písničky, 16 titulů
- Ruské balady a romance, 18 titulů
- Písničky pro Maringotku, 15 titulů
- Písně k divadelním, TV hrám, 60 titulů
- Panenka z vltavské tůně, 4 tituly
- Korálový náhrdelník, 4 tituly
- Pojďte s námi za mámou a tátou, 12 titulů
- Vojenské písně, písně o vlasti, 17 titulů
- Písničky čertů 12 titulů
- Písničky skřítka 16 titulů

### Sbory a cykly písní (80 titulů)
- Maminčiny písně pro alt a klavír, 6 titulů
- Kvítí, cyklus ženských sborů, 7 titulů
- Do zpěvu i do kola, cyklus koncertních dětských písní 7 titulů
- Javorové husle, cyklus ženských sborů Carmina lucis, 12 titulů
- Pražské jaro, cyklus mužských sborů, 4 tituly
- Sněguročka, cyklus ženských sborů, 3 tituly
- Čtyři balady pro bas a klavír Op.64, cyklus balad, 5 titulů
- Jeden den Op. 70, cyklus dětských sborů, 6 titulů
- Vánoční zpívání, cyklus ženských sborů, 14 titulů
- Obrázky staré Rusi, cyklus ženských sborů, 7 titulů
- Oblíbené písně TGM, cyklus smíšených sborů, 8 titulů
- Varjag, J. N. Rerpninský, ženský sbor

### Symfonické skladby (23 titulů)
- Vítkov, symfonická báseň, 1956
- Houslový koncert in D., 1960
- Sůl země, poema pro symfonický orchestr a klavír, 1962
- Slavnostní symfonický pochod, 1964
- Lidová suita, 1964
- Vám poděkování a lásku, lidová kantáta, 1966
- Fantasie in D, 1968
- Čtyři sonety pro tři basetové rohy, 1975
- Divertimento, 1977
- Pražský hrad, symfonický obraz, 1981
- Vyznání, smyčcový kvartet, 1982
- Chvíle pro píseň trubky, 1982
- Beskydská epizoda Op.63, symfonický obraz, 1983
- Baletní miniatura Op.65, symfonický obraz, 1984
- Rapsodie Op. 66, symf. skladba, 1985
- Tarantela Op. 67, symf. skladba, 1985
- Pražské ornamenty Op. 68, symf. skladba, 1988
- Principálka Op. 69, symf. skladba, 1989
- Zmizení věků, symf. skladba, 1982
- Valašské intermezzo Op. 71, symf. skladba 1988
- Jarní předehra Op. 73, skladba pro dechový orchestr, 1989
- Ouvertura 89 Op. 74, symfonický obraz, 1990
- Krkonošská pohádka Op. 75, symf. skladba, 2008
- Cyklus symfonických básní Písně Prahy (Panorama Prahy, Nokturno in G, Chvíle pro píseň trubky, Rapsodie, Fantazie, Tarantela)
- Cyklus symfonických básní Pražské ornamenty (Pražské ornamenty, Mám Tě rád, Baletní miniatura, Elegie, Pražský hrad)
- Cyklus symfonických básní Písně Moravy (Beskydská epizoda, Moravské pohlazení, Janovi lidé, Principálka, Valašské intermezzo)

### Opera buffa
- Jak zkrotit saň
- Namlouvání a ženění

### Scénická hudba (43 titulů), např.
- Stará dobrá kapela, Barunka, Don Šajn, Setníkův štít, Eurydika, Antigona, Richard II., Idiot, Eugen Oněgin, Lermontov, a další

### Koncertní a poslechové skladby (80 titulů)
- Veselá sonatina, 1954
- Serenáda pro dechový kvintet, 1955
- Tango habanero, 1962
- Scherzo poetico, 1965
- Zpívání noci, 1967
- Riva dei Pini, 1967
- Dance pastorale, 1968
- Burleska, 1969
- Romans, 1970
- Lyrický valčík, 1971
- Popěvek, 1971
- Serenata, 1966
- Pitoreskní groteska, 1967
- Elegie, 1967
- Dvě písně pro smyčce, 1973
- Stará legenda, 1973
- Skluz, 1973
- Nokturno in G, 1974
- Zastaveníčko, 1975
- Starý walz, 1975
- Swingová kapela, 1977
- Podvečerní nálada, 1977
- Náladové varhany, 1977
- Dramatická bossanova, 1977
- Víkend, 1981
- Swing – pochod, 1981
- Malá ukolébavka, 1982
- Město v noci, 1982
- Kapky deště, 1982
- Sólo pro clarinet, 1982
- Pochod výsadkářů, 1989
- Stříbrná serenáda, 1992
- Ruské evangelium, 1992
- Malý valčík, 1993
- Podzimní vzpomínka, 1993
- Noční tango, 1993
- Černovická písnička, 1994
- Lidmaňský valčík, 1994
- Svatavská mazurka, 1994
- Píseň pro Janu Eyrovou, 1986
- Píseň naděje a víry, 1990
- Slow – rock, 1980
- Walz, 1980
- Bylo nebylo – polka, 1981
- Smyčcový kvartet, 1980
- Šelesty, 1994
- Krtek a muzika – cyklus pro čtyřruční klavír
- Kontrapunkty
- Milé zastavení
- Večerní rondo
- Povídání
- Konstantinovy lázně, 1998
- Krkonošská pohádka, 1998
- Costa Caribe, 1998
- Kapka rosy, 1983
- Píseň podzimu, 1980
- Mám Tě rád, 2006
- Modrá planeta, 2018
- Melodie Krtka I, 2018
- První láska, 2018
- Naděje 2019
- Jarní vánek 2019,

### Filmová tvorba (172 filmů), např.:
- Lukáš, Causa králík, Řetěz, Modrá planeta, Útěky domů, Jana Eyrová, Hodina klavíru, Pražský hrad, Tobogan a další

### Televizní tvorba – filmy (234 filmů), např.:
- O labuti, Naděje má hluboké dno, Evangelium podle Pastýřů, Zapomenuté tváře, Přátelé Zeleného údolí, Bez ženské a bez tabáku, Tři spory, Krásná čarodějka, Nenávist, Český Robinson, Ďábel v Praze, V zámku a podzámčí, Panenka z vltavské tůně, Bianka Braselli, Tři spory, Eugenie Grandetová

### Rozhlasová tvorba
- 2002 Johann Nepomuk Nestroy: Talisman, překlad Eva Bezděková, rozhlasová úprava a dramaturgie Jana Paterová, hudba Vadim Petrov, režie Otakar Kosek. Hráli: Titus Lišák (Jiří Langmajer), Paní z Cypřišova (Daniela Kolářová), Ema, její dcera (Kateřina Vaníčková), Konstance, její komorná (Naďa Konvalinková), Flora, zahradnice (Bára Štěpánová), Semínko, zahradnický pomocník (Bohumil Klepl), Pan Markýz, vlásenkář (Jiří Štěpnička), Salome, husopaska (Tereza Bebarová), Zátka, pivovarník (Bořivoj Navrátil) a Konrád, sluha (Jan Skopeček). (76 min).

## Ocenění

### Domácí ocenění
- 1958 – Rozhlasová žatva ČSSR – hudba k rozhlasové inscenaci „Dvanáct“
- 1958 – Rozhlasová žatva ČSSR – hudba k rozhlasové inscenaci „Sezóna v kolonce“
- 1979 – Cena Antonína Zápotockého – hudba k TV inscenaci „Adriena“
- 1982 – Gottwaldov, ČSSR, festival filmů pro děti „Lukáš“
- 1982 – Prix Bohemia, ČSSR, hudba k rozhlasové hře „První třešně“
- 1983 – Prix Bohemia, ČSSR, hudba k rozhlasové hře „Zaječí pohádka“
- 1983 – Prix Bohemia, ČSSR, hudba k rozhlasové hře „O kouzelné stolístce a srdci z perníku“
- 1983 – Gottwaldov, ČSSR, festival animovaných filmů pro děti „Krtek ve městě“
- 1984 – Prix Bohemia, ČSSR, hudba k rozhlasové hře „Pax rerum optima“
- 1985 – Gottwaldov, ČSSR, festival animovaných filmů pro děti „Krtek ve snu“
- 1985 – Gottwaldov, festival filmů pro děti „O statečném Vladislavovi“
- 1985 – Prix Bohemia, ČSSR, hudba k rozhlasové hře „Křik labutě“
- 1987 – Praha, ČSSR, Cena Československé televize za nejlepší scénickou hudbu roku
- 1987 – Praha, ČSSR, Cena Svazu československých skladatelů za celoživotní tvorbu
- 1989 – Praha, ČSSR, festival televizních filmů Zlatá Praha, „Naděje má hluboké dno“
- 2001 – Zlatá deska SUPRAPHON, Praha
- 2003 – Platinová deska SUPRAPHON, Praha
- 2015 – Zlatá cena OSA za celoživotní zásluhy o českou kulturu
- 2016 – Pamětní medaile III.stupně za dlouholetou a záslužnou práci pro Český svaz bojovníků za svobodu
- 2017 – Unie českých pěveckých sborů - Celoživotní ocenění tvorby pro pěvecké sbory
- 2018 – Medaile za zásluhy v oblasti školství a kultury 1. stupně

### Mezinárodní ocenění
- 1980 – Tokio, Japonsko – nejlepší film pro děti „Jonáš a velryba Lizinka“
- 1981 – Prix Monte Carlo, Monako, TV film „Chvíle pro píseň trubky“
- 1982 – Madrid, Španělsko, filmový festival uměleckých dokumentárních filmů, „Pražský hrad“
- 1983 – západní Německo, Berlín, filmový festival, film „Lukáš“
- 1983 – Plovdiv, Bulharsko, festival televizních filmů „O labuti“
- 1985 – Moskva, SSSR, festival animovaných filmů „Krtek ve snu“
- 1985 – Gijon, Španělsko, festival dětských filmů „Krtek ve snu“
- 1989 – Tokio, Japonsko, festival televizních filmů „Jsou určité hranice…“
- 1993 – Banff, Kanada, festival televizních filmů „Evangelium podle pastýřů“
- 2017 – Evropská cena Trebbia 2017 za celoživotní zásluhy o českou kulturu
- 2019 – Řád přátelství, udělený prezidentem Ruské federace Vladimirem Putinem

## Dilia, metodika
Od roku 1996 byl členem a od roku 2000 do 2020 působil jako předseda správní rady/dororčí rady Dilia, divadelní, literární a audiovizuální agentury založené v roce 1949, jejímž hlavním předmětem činnosti je zajišťování ochrany autorských práv.

### Metodika
- Hudební formy – metodická příručka
- Klavír a akordické značky – skripta pro pedagogy hudebních škol
- Klavír a akordické značky – Muzicírování – praktická cvičení